# Bill van Dijk
Bill van Dijk (Roterdão, 22 de dezembro de 1947) é um cantor e intérprete musical neerlandês.
Ele é melhor conhecido pela sua interpretação de  Het Wilhelmus (o hino nacional dos Países Baixos) que é tocado por diversas ocasiões nos estádios de futebol. Dijk participou em diversas produções musicais no seu país natal. Em 1982, representou os Países Baixos no Festival Eurovisão da Canção 1982, onde interpretou a canção "Jij en ik" ("Tu e eu"), com letra de Liselore Gerritsen, música de Dick Bakker  e arranjos de Peter Schön. Recebeu apenas 9 pontos e classificou-se em 16.º lugar.
Ele deu as vozes a Sesamstraat, uma versão holandesa de Sesame Street . Van Dijk fez as vozes de Roosevelt Franklin, Clementine, e de muitos cantores rock do show (tal como Little Chrissy e Bip Bipadotta). Ele participou naquele espetáculo até aos inícios dos anos 90.